# Фридрих III (герцог Саксен-Гота-Альтенбурга)
Фридрих III Саксен-Гота-Альтенбургский (нем. Friedrich III. von Sachsen-Gotha-Altenburg; 14 апреля 1699, Гота — 10 марта 1772, Гота) — представитель побочной линии Саксен-Гота-Альтенбург эрнестинской линии Веттинов, герцог Саксен-Гота-Альтенбурга с 23 марта 1732 года.

## Биография
Фридрих — старший сын герцога Саксен-Гота-Альтенбурга Фридриха II и его супруги Магдалены Августы Ангальт-Цербстской, дочери князя Карла Вильгельма Ангальт-Цербстского. Принц получил основательное образование и слыл добрым человеком, но без особых талантов. В 1718—1724 годах он отправился в образовательную поездку в Нидерланды, Францию, Англию и Италию. Под именем Фридрих III он наследовал своему отцу в Саксен-Гота-Альтенбурге в 1732 году.
После вторжения французских войск с 1734 года Фридрих вёл успешную торговлю солдатами для имперской армии, с князем Вальдеком и королём Пруссии, что позволило ему ввести налог в собственной стране.
Страна и прежде всего её альтенбургская часть сильно пострадала во время Семилетней войны, а Фридрих III сам вверг страну в войну с соседом, герцогом Антоном Ульрихом Саксен-Мейнингенским. В 1744 году Фридрих III добился, что император Священной Римской империи лишил права наследования детей Антона Ульриха от первого брака, что позволило бы ему унаследовать Саксен-Мейнинген. Он также конфликтовал с Антоном Ульрихом по поводу регентства над несовершеннолетним Эрнстом Августом II Саксен-Веймар-Эйзенахским, которое в конечном счёте досталось Фридриху III на период с 1748 по 1755 годы.
В 1747 году Фридрих поручил веймарскому зодчему Готфриду Генриху Кроне строительство Готской оранжереи по французскому образцу. Он также издал несколько указом по церковным вопросам.
При Фридрихе его герцогство было самым могущественным из тюрингенских малых государств, а его двор превратился в центр Просвещения, что в значительной части стало заслугой супруги герцога, намного превосходившей его в духовном плане. В отличие от своего отца и деда Фридрих III был похоронен не в княжеской усыпальнице замка Фридрихштайн, а в городской церкви Святой Маргариты, где также был захоронен его прадед Эрнст I Благочестивый.

## Потомки
Фридрих III женился 17 сентября 1729 года в Готе на своей кузине, принцессе Луизе Доротее Саксен-Мейнингенской, дочери герцога Эрнста Людвига I Саксен-Мейнингенского и Доротеи Марии Саксен-Гота-Альтенбургской.
У них родились:
- Фридрих Людвиг (1735—1756), наследный принц Саксен-Гота-Альтенбурга, не женат, бездетен
- Людвиг (1735)
- мертворождённый сын без имени (близнец Людвига, 1735)
- мертворождённые близнецы (1739)
- Фридерика Луиза (1741—1776), детей нет
- Эрнст II (1745—1804), герцог Саксен-Гота-Альтенбурга, женат на принцессе Шарлотте Саксен-Мейнингенской, 4 детей
- София (1746—1746)
- Август (1747—1806), не женат, бездетен